# Il prodigo
Il prodigo (originariamente intitolata Il Momolo sulla Brenta) è una commedia teatrale in tre atti in prosa di Carlo Goldoni messa in scena con successo nel Teatro San Samuele di Venezia durante la stagione teatrale 1739-40. In origine la commedia aveva parti lasciate all'improvvisazione, ma  l'autore completò tutta l'opera per la successiva edizione a stampa.
Composta dopo L'uomo di mondo (Momolo cortesan), la commedia presenta una sicurezza e una naturalezza maggiori rispetto alla precedente, con la novità della caratterizzazione della realtà economico-sociale. Il personaggio di Colombina contiene in nuce la Mirandolina de La locandiera.

## Trama
In una casa nobile di campagna, lungo le rive del fiume Brenta, alcuni patrizi veneti trascorrono la villeggiatura sperperando ingenti sostanze in banchetti, giochi e divertimenti amorosi. In questo contesto Momolo dovrà vedersela con Leandro per conquistare il cuore della saggia vedova Clarice.

## Poetica
Con quest'opera, l'autore intendeva colpire il vizio della prodigalità, fatale alla nobiltà veneziana del Settecento. Nella prefazione all'edizione a stampa, scrive l'autore: Questa Commedia, fatta nei giorni del mal costume, avea bisogno più d'ogni altra di correzione.  Momolo avea delle mire inoneste, dicea delle cose lubriche; in somma ho ritrovato questa mia (in un tal genere) una Commedia cattiva. Quanto son contento d'averla ridotta com'è, altrettanto mi pento di averla fatta com'era, e già che ho la consolazione in presente di veder le opere mie dalle oneste e religiose persone approvate, così desidero che tutto il mondo si scordi delle primiere mie leggierezze, e ne domando sinceramente il perdono. Così, se per l'avvenire sfuggisse dagli occhi miei, o da quelli degli accuratissimi revisori, qualche cosa meno innocente, protesto che ciò non sarà fatto mai con malizia; ma se poi la malizia appunto degli uomini vorrà convertire in veleno le cose più indifferenti, la colpa sarà di loro soltanto, poiché da ogni parola, da ogni atto, si può formare un senso stravolto, con una falsa interpretazione. Il Prodigo è il suo vero titolo, tale essendo il personaggio di Momolo, che per occasione della villeggiatura ritrovasi sulla Brenta. Pochi saranno gli stranieri, anche da noi lontani, che non sappiano essere la nostra Brenta un delizioso fiume, che guida dalle lagune alla città di Padova, lungo le di cui rive sono sì frequenti i palazzi, i giardini e le piacevoli villeggiature, che nulla può desiderarsi in tal genere di più magnifico e di più dilettevole. Là corrono tutti, in certi tempi, al divertimento della campagna. Molti fanno più di quello che possono, e partono rovinati; il che non solamente accade sulla Brenta nostra, ma in più lontani paesi ancora, e in più remote villeggiature.